# Hepatitis B elleni védőoltás
A Hepatitis B elleni védőoltás olyan vakcina, amely védelmet nyújt a hepatitis B ellen. Az első oltást ajánlott a születés utáni 24 órán belül beadni, majd ezt követően két vagy három újabb oltás szükséges, a – például HIV/AIDS miatt – gyenge immunrendszerű, valamint koraszülött gyermekek esetében is. A rutinszerű immunizálás egészséges emberek esetében 95%-os védettséget nyújt.
A nagy fertőzési veszélynek kitett emberek esetében vérvizsgálattal ajánlatos ellenőrizni, hogy a védőoltás hatásos-e. A legtöbb embertől eltérően a gyenge immunrendszerű személyek esetében további oltásokra lehet szükség. A hepatitisz B vírusnak már kitett, de oltásban nem részesült személyek számára a védőoltás mellett hepatitis B immunglobulin beadása szükséges. A védőoltást injekció formájában, izomba adják be.
A hepatitis B elleni védőoltás a legritkább esetben jár komoly mellékhatással. Az injekció beadásának helyén fájdalom jelentkezhet. A védőoltás terhesség vagy szoptatás alatt is biztonságosan beadható. A Guillain–Barré-szindrómával nem hozták összefüggésbe. A jelenlegi vakcinákat rekombináns DNS technológiával állítják elő. A védőoltás magában vagy kombinált oltóanyagként is beadható.
A hepatitis B elleni védőoltást 1981-ben hagyták jóvá az Amerikai Egyesült Államokban. 1986-ban egy biztonságosabb változata került forgalomba. Az oltóanyag szerepel az Egészségügyi Világszervezet (WHO) alapvető gyógyszereket tartalmazó listáján, amely az egészségügyi alapellátásban szükséges legfontosabb gyógyszereket sorolja fel. Nagykereskedelmi ára 2014-ben 0,58 és 13,20 USD volt adagonként. Az Egyesült Államokban 50 és 100 dollár közötti áron kapható.

## Fordítás
- Ez a szócikk részben vagy egészben  a   Hepatitis B vaccine című angol Wikipédia-szócikk ezen változatának fordításán alapul.  Az eredeti cikk szerkesztőit annak laptörténete sorolja fel. Ez a jelzés csupán a megfogalmazás eredetét és a szerzői jogokat jelzi, nem szolgál a cikkben szereplő információk forrásmegjelöléseként.